# Françoise Macchi
Françoise Macchi nació el 12 de julio de 1951 en Le Sentier (Suiza, aunque tenía la nacionalidad francesa), es una esquiadora retirada que ganó 1 Medalla en el Campeonato del Mundo (1 de bronce), 1 Copa del Mundo en disciplina de Eslalon Gigante y 10 victorias en la Copa del Mundo de Esquí Alpino (con un total de 20 podiums).

## Resultados

### Campeonatos Mundiales
- 1970 en Val Gardena, Italia
  - Eslalon Gigante: 3.ª

### Copa del Mundo

#### Clasificación general Copa del Mundo
- 1967-1968: 17.ª
- 1968-1969: 14.ª
- 1969-1970: 2.ª
- 1970-1971: 5.ª
- 1971-1972: 2.ª

#### Clasificación por disciplinas (Top-10)
- 1968-1969:
  - Eslalon Gigante: 10.ª
- 1969-1970:
  - Eslalon Gigante: 1.ª
  - Descenso: 5.ª
- 1970-1971:
  - Descenso: 3.ª
  - Eslalon Gigante: 3.ª
- 1971-1972:
  - Eslalon: 2.ª
  - Descenso: 4.ª
  - Eslalon Gigante: 4.ª

#### Victorias en la Copa del Mundo (10)

##### Descenso (2)
| Fecha                   | Lugar                  |
| ----------------------- | ---------------------- |
| 30 de enero de 1970     | Garmisch-Partenkirchen |
| 12 de diciembre de 1970 | Bardonecchia           |

##### Eslalon Gigante (6)
| Fecha                   | Lugar       |
| ----------------------- | ----------- |
| 11 de diciembre de 1968 | Val-d'Isère |
| 10 de diciembre de 1969 | Val-d'Isère |
| 24 de enero de 1970     | St. Gervais |
| 5 de enero de 1971      | Maribor     |
| 3 de enero de 1972      | Oberstaufen |
| 7 de enero de 1972      | Maribor     |

##### Eslalon (2)
| Fecha                   | Lugar       |
| ----------------------- | ----------- |
| 18 de diciembre de 1971 | Sestriere   |
| 4 de enero de 1972      | Oberstaufen |